# Камінний господар (фільм)
«Ка́мінний госпо́дар» — фільм виробництва Укртелефільм, екранізація п'єси «Камінний господар» Лесі Українки. Знятий в 1971 році.

## У ролях
- Олександр Гринько — Командор
- Ада Роговцева — Донна Анна
- Богдан Ступка — Дон Жуан
- Володимир Ячмінський — Сганарель
- Антоніна Лефтій — Долорес
- Таїсія Литвиненко
- Микола Гудзь — лицар
- Павло Шкрьоба
- Наталія Гебдовська